# Georges d'Antioche
Georges d'Antioche (né vers 1080 - mort en 1151) est un haut-personnage du royaume normando-sicilien ayant vécu sous le règne du roi normand Roger II de Sicile.

## Biographie
Fils d'un Grec orthodoxe de la ville d'Antioche, Georges fut capturé par des pirates alors qu'il naviguait vers Constantinople. Il se retrouva bientôt, avec son frère, en Ifriqiya. Polyglotte, très cultivé, Georges d'Antioche servit d'abord le prince ziride de Mahdia en Tunisie actuelle avant de s'enfuir et d'entrer au service du jeune roi Roger II (1112) avec la haute charge d'«Émir des Émirs» (Emiratus Emiratorum en latin/amiral) du royaume, devenant ainsi le membre le plus puissant de la cour palermitaine jusqu'à sa mort (1151). Le roi Roger, se voulant le porteur d'une conception nouvelle centralisatrice et bureaucratique du pouvoir monarchique, prête une attention toute particulière à son œuvre de politique intérieure. Dans ce travail de restructuration politique de grande ampleur, Georges d'Antioche est son principal bras-droit, son principal conseiller.
Il est à l'origine de plusieurs édifices, à Palerme notamment, comme l'église Santa-Maria-dell'Ammiraglio (Sainte-Marie-de-l'Amiral en français) -la «Martorana»-, église de culte orthodoxe érigée en 1143. 
Il aurait introduit la production de soie byzantine en Sicile.
Son successeur est Maion de Bari.

## Sources
- John Julius Norwich, The Normans in the South (1016-1130), Londres, 1967 ;